# Dimissioni di cortesia
Le dimissioni di cortesia sono previste dalla prassi della Repubblica Italiana in seguito all'elezione del Presidente della Repubblica:
- il Presidente del Consiglio in carica si dimette in seguito all'insediamento del Presidente della Repubblica, tali dimissioni vengono respinte per prassi;
- il Presidente della Repubblica uscente si dimette in anticipo di qualche giorno rispetto alla conclusione regolare del mandato per agevolare la salita in carica del successore già eletto.

## Storia

### Presidente del Consiglio
Nell'ordinamento monarchico, la consuetudine prevedeva le dimissioni del Governo in occasione del cambiamento del Re. Tale uso rappresentava un semplice atto di cortesia, in quanto il Capo dello Stato respingeva in ogni caso le dimissioni.

### Presidente della Repubblica
Nella storia della Repubblica Italiana, per tre volte i capi dello Stato uscenti si sono dimessi in anticipo per agevolare i propri successori. In un caso, quello di Giorgio Napolitano, il Presidente si è dimesso in anticipo sulla fine del suo primo mandato per accelerare l'insediamento del suo secondo mandato.
| Presidente           | Inizio del mandato | Fine del mandato |
| -------------------- | ------------------ | ---------------- |
| Sandro Pertini       | 9 luglio 1978      | 29 giugno 1985   |
| Oscar Luigi Scalfaro | 28 maggio 1992     | 15 maggio 1999   |
| Carlo Azeglio Ciampi | 18 maggio 1999     | 15 maggio 2006   |
| Giorgio Napolitano   | 15 maggio 2006     | 22 aprile 2013   |